# Kamienna (dopływ Wisły)

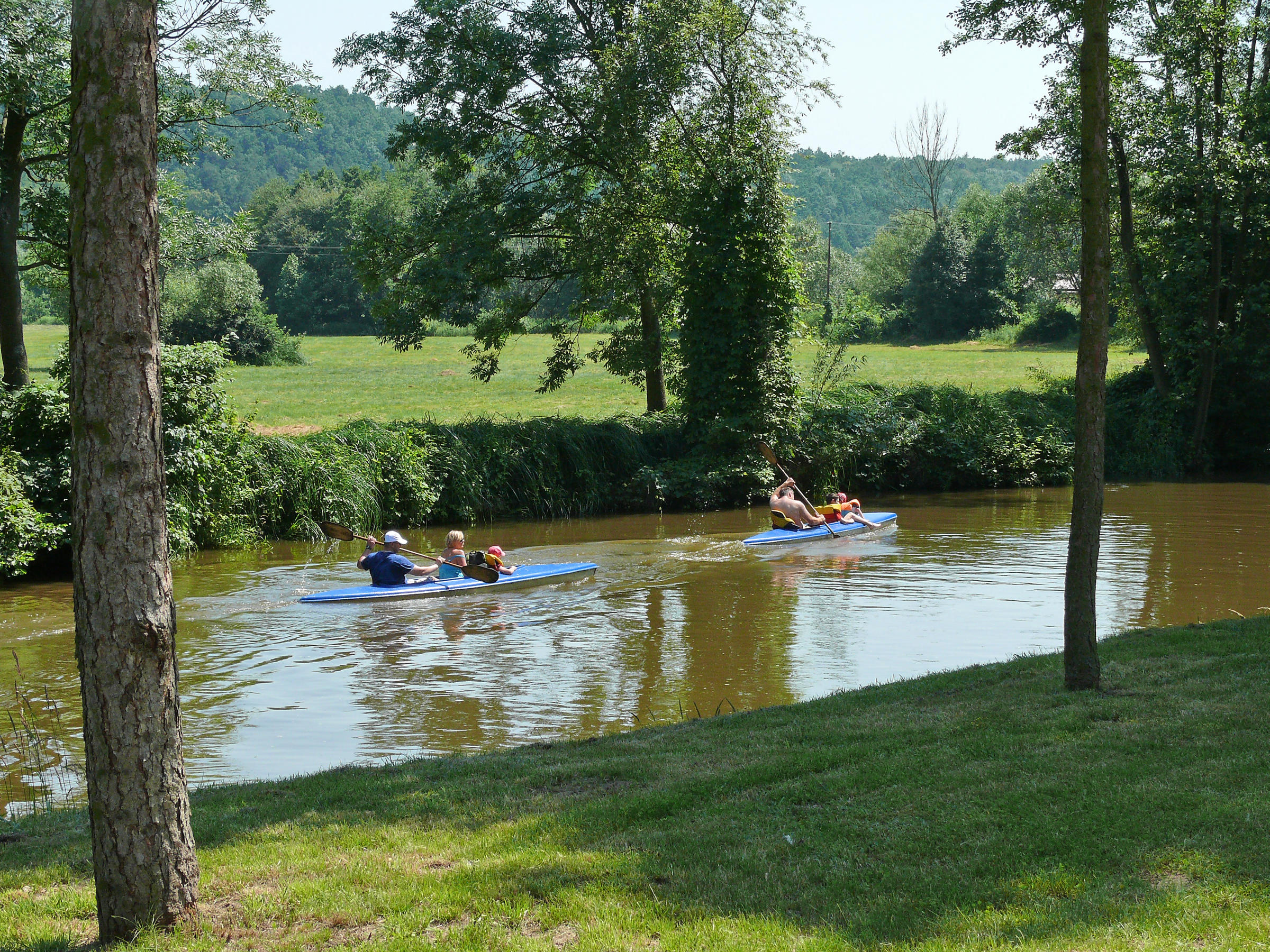
Kajakarze na Kamiennej w Bałtowie

Kamienna – rzeka w centralnej Polsce należąca do środkowomałopolskiego regionu hydrologicznego, lewobrzeżny dopływ Wisły. Na prawie całym odcinku płynie przez województwo świętokrzyskie, jednak jej źródło oraz ujście rzeki znajdują się na południowych krańcach województwa mazowieckiego.
W okolicach Bałtowa tworzy przełom przez skały mezozoiczne.
- długość – 138 km (według innych źródeł – nawet 156 km)
- powierzchnia dorzecza – 2007,9 km²
- średni przepływ w górnym biegu – 1,5 m³/s
- średni przepływ przy ujściu – 10 m³/s
- źródło – najczęściej podaje się dwa miejsca:
  - bagna w pobliżu miejscowości Antoniów (powiat szydłowiecki, województwo mazowieckie)
  - okolice wsi Borki (powiat szydłowiecki, województwo mazowieckie)
- ujście – w pobliżu miejscowości Kępa Piotrowińska (powiat lipski, województwo mazowieckie)
- zbiorniki na rzece:
  - Zalew Bliżyński
  - Zalew Wąchocki
  - Jezioro Starachowickie (lub Zalew Starachowice-Pasternik)
  - Jezioro Brodzkie (lub Zbiornik Brody Iłżeckie)
- dopływy Kamiennej
  - P Kuźniczka
  - P Kobylanka
  - L Bernatka
  - P Kamionka
  - L Oleśnica
  - P Żarnówka
  - L Młynówka
  - P Lubianka
  - L Świętojanka
  - P Świślina
  - L Dunaj[1]
  - P Modła
  - P Szewnianka
  - P Przepaść
  - L Wolanka
- główne miasta, przez które przepływa rzeka:
  - Skarżysko-Kamienna
  - Wąchock
  - Starachowice
  - Ostrowiec Świętokrzyski

## Opis historyczny rzeki
Słownik geograficzny Królestwa Polskiego i innych krajów słowiańskich podaje następujący opis rzeki (zachowano pisownię oryginalną)
Kamienna – rzeka, wypływa w pow. koneckim jedną odnogą pod nazwą Kamionki pod Piekłem, drugą powyżej Kapturowa pod nazwą Zwierzówki, które płyną ku południowi, łączą się pod Mroczkowem na wschód Odrowąża i to jest początkiem Kamienny.
Płynie dalej ku wschodowi pod Bliżynem, Bzinem, Kamienną; pod Szczepanowem wchodzi w powiat iłżecki a przybrawszy kierunek południowo-wschodni, płynie pod Marcinkowem, Wąchockiem, Wierzbnikiem, Miehałowem i za Brodami wchodzi w pow. opatowski, płynie pod Nietuliskami, Kunowem, Ostrowcem, Denkowem za Ćmielowem skręca ku północy, płynie pod Rudą Kościelną, za Borją wchodzi znowu w pow. iłżecki i za Bałtowem, wziąwszy kierunek północno-wschodni, wpada pod Wolą Pawłowską z lewego brzegu do Wisły.
Od Ostrowca spławna dla pojedynczych sztuk drzewa; stoją nad nią liczne zakłady górnicze. Przy znacznym spadku ma pęd bystry, obfitość wody wielką.
Wpadają do niej z prawego brzegu powyżej Bliżyna jeden, a poniżej dwa strumienie bez nazwy, pod Bzinem Łączna, powyżej Marcinkowa Kaczka, pod Michalowem Lubianka, pod wielkimi Nietuliskami Swiślina, powyżej Ostrowca strumień od Mnichowa, pod Ćmielowem od Wojciechowie i Bidzin. Z lewego brzegu pod Bzinem strumień od Ubyszowa, pod Szczepanowem Szynkarka, pod Wierzbnikiem strumień od Lipia, pod Brodami Lubianka, poniżej Krynek dwa strumienie, pod Małachuwem dużym jeden, poniżej Kunowa od Janik, pod Denkowem płynący z leśnictwa Iłża, poniżej Bałtowa od Sienna.
W Enc. Orgelbranda. większej (XXIV 42) wymienione z lewego brzegu, jak się zdaje: Wężyk, Kazub, Papielowe sumy, Swinia woda, Kuźnimks i Kamelaka.
Długa 93 wiorst; inni liczą do 120.
Jest to rzeka prawdziwie fabryczna, służy bowiem za silę poruszającą licznych górniczych zakładów. Za ministeryum ks. Lubeckiego był projekt uspławnienia Kamiennej od Brodów do Wisły.
W tym celu 1825 roku rozpoczęto roboty, przygotowano kanał od Brodów do Chmielowa i zabrano się do budowy śluz. Wypadki 1831 r. przerwały tę pracę. Po przejściu górnictwa pod zarząd banku polskiego i po obliczeniu tak kosztów wykończenia projektu jak ewentualnych jego korzyści, postanowiono tylko zużytkować wykopane już kanały do nowo zakładanych hut: Starachowice, Michałów, Brody, Nietulisko, Klimkiewiczów; przysposobione do budowy śluz materiały zużyto do budowy upustów a zamiast komunikacji wodnej pobudowano szosę fabryczną z Bzina do Zawichosta, nie tylko dla fabryk lecz i dla ogółu przydatną.